# トルコの言語純化運動
トルコの言語純化運動（トルコのげんごじゅんかうんどう）とは、ムスタファ・ケマル・アタテュルクによって開始されたトルコ語の固有語復活と、アラビア語、ペルシア語からの借用語の除去によってトルコ語の純化をおこなおうとする言語改革運動であり、広義には文字改革によるアラビア文字の禁止とラテン文字の採用も含まれる。
これによってオスマン語は完全に廃棄され、現在の共和国トルコ語が成立した。

## 方法
トルコ語を純化した方法は次のとおりである。
- オスマン語以前に記録された古語から廃語となった固有語を復活させる。
- 周辺のテュルク諸語またはトルコ国内の方言から固有語をひろい、そのまま取り入れるか音法則にしたがい変化させて取り入れる。
- 高級語彙に関しては、基本語彙を重ね合わせた連語、複合語をもちいて置換する。

## 運動の成果
ケマルの強力なリーダーシップにより、かなりのアラビア語、ペルシア語由来の要素が除去され、オスマン語にみられる不規則性、複雑さは多くの程度取り除かれた。先におこなわれた文字改革とあわせ、オスマン語にかわる平易な共和国トルコ語が普及し、識字率の急激な上昇と教育水準の向上を実現した。

## 問題点
上記のとおり、かなりの成果をおさめた言語純化運動だったが、問題点も少なくない。
まず、トルコ語におけるアラビア語、ペルシア語由来の要素は非常に大きく、また、強固であった。そのため、ケマル自身が予想したとおり運動には多くの困難や反対がつきまとった。
おもな批判は、アラビア語、ペルシア語にたけ、オスマン語のおもな使用者層であったイスラム法学者を中心とする保守派知識人である。彼らは「アラビア語、ペルシア語の優れた造語力抜きに本来のトルコ語のみで高級語彙をまかなうのは不可能であり、また、数百年続いてきた文化的伝統との断絶を生んでしまう」と主張した。
実際にこのような意見は一般にもある程度の浸透をみせていたらしく、言語純化運動が進んだ後も多くのアラビア語、ペルシア語由来の要素が残存し、ケマルが当初理想としていたほどの成果は上がらなかった。また、反対を押し切って強引に置換された語彙の中にはいくつかの固有語を後置詞で結合したものが多く、冗長さが否めないものが少なくなかった。例を挙げると、
- 純化前: mektep 後：okul （学校） = oku （読む） + *-(u)l/-l(a) （場所を表す接尾辞）[注 2]
- 純化前： taht-el bahir 後：denizaltı （潜水艦） = deniz （海） + alt （下） + -ı （接尾辞）
- 純化前： kavs-i kuzeh, Alâim-i semâ, ebem kuşağı など 後：gökkuşağı （虹） = gök （空） + kuşak （帯） + -ı （接尾辞）

- betik （書物  →  （書物や文書等を含む）書かれた物、印刷された綴じ紙束、スクリプト） 
※「書物」の意味では旧来の kitap （< アラビア語: كتاب (kitāb)）に取って代わられた

などとなる。このため、最後の例のように結果的に失敗に終わった事例も少なくない。
現代においても純化は続いているが、行き過ぎた純化はかつてイスラム法学者などの保守派知識人が危惧したとおりのトルコ語の表現力低下を招きつつあるとの声も強く、オスマン語と『純正なトルコ語』の間でトルコ語は今も揺れ動いている。